# سیارک ۱۶۷۲
سیارک ۱۶۷۲ (به انگلیسی: 1672 Gezelle، نامگذاری:1935BD) هزار و ششصد و هفتاد و دومین سیارک کشف شده‌است که در ۲۹ ژانویه ۱۹۳۵ کشف شد.
قدر مطلق سیارک برابر ۱۱٫۱۰ است.